# Georg Gries
Georg Gries (*  1900 in Bremen; † Dezember 1977 auf Kreta) war ein deutscher Kaufmann und langjähriger Leiter des Martinshofs in Bremen. 

## Biografie
Gries war das zweite von neun Kindern eines Gewerbetreibenden. Er erlernte den Beruf eines Kaufmanns im Tabakgroßhandel. Er wohnte zeitweise in der Bremer Neustadt. Nach dem Ersten Weltkrieg war er für kurze Zeit Bankangestellter. 1920 war er wieder in der Tabakbranche tätig. Danach wurde er Sekretär des Schriftstellers Wilhelm Uhde und er war in Berlin und Dresden tätig. 1925 trat er in die Firma seines Vaters ein, absolvierte eine Malerlehre und führte danach den Betrieb bis um 1945. Er baute nach dem Zweiten Weltkrieg die Firma wieder auf und war Innungsobermeister der Handwerkskammer Bremen. Nebenbei war als Mitarbeiter beim Senator für das Wohlfahrtswesen tätig.
1947 gab Gries sein Geschäft auf und war nun die treibende Kraft beim Aufbau einer Behindertenwerkstatt. 1949 übernahm er die Leitung der Werkstatt. Anfang der 1950er Jahre gab am Buntentorsteinweg sieben verschiedene Werkstätten mit 93 Plätzen, mit einer Zentralküche sowie ein Heim mit 50 Betten. Gries prägte die Zielsetzungen der dann 1953 gegründeten gemeinsamen Einrichtung, als ein zeitgemäßes Betreuungskonzept mit einer pädagogischen und sozialpsychologischen Betreuung der behinderte Menschen in einer freundlichen Atmosphäre. Den neue Name Martinshof schlug er vor, als Erinnerung an den heiligen Sankt Martin (um 316/317 bis 397). So sollte der inhaltliche Neubeginn symbolisiert werden.
Gries gelang es für die Einrichtung bremische Unternehmen als Auftraggeber zu gewinnen und später auch mehrere Industriebetriebe wie AEG und Nordmende. Neue Tätigkeitsfelder kamen hinzu. Es entstand eine Tischlerei, in der qualitativ hochwertiges Spielzeug und Möbel gefertigt wurden.

1960 war er Mitbegründer der Lebenshilfe für das geistig behinderte Kind (heute Bundesvereinigung Lebenshilfe) und in Bremen Geschäftsführer der Einrichtung. 1961 regte einen Gesamtplan für geistig behinderte Menschen im Land Bremen an, der unter Wohlfahrtsenatorin Annemarie Mevissen (SPD) erstellt wurde. 1961 wurde der Martinshof eine Abteilung in der Sozialhifebehörde und unterstand nicht mehr direkt dem Wohlfahrtsenator; eine Entwicklung, der Gries nicht zustimmte. 
1962 waren 27 Angestellte, 56 Arbeiter, 85 Praktikanten und 45 Lehrlinge in den Werkstätten beschäftigt. 1964 waren im Martinshof 180 geistig behinderten Menschen im Alter von 15 bis 25 Jahren sowie 104 Heimbewohner. Der Martinshof war in Norddeutschland die größte derartige Einrichtung.
Gries wirkte als Leiter bis Oktober 1965; sein Nachfolger war Hans Menning. Der Martinshof ist heute Kernstück der Werkstatt Bremen, seit  1993 Eigenbetrieb von Bremen.
Das Ehepaar Gries verunglückte 1977 auf Kreta tödlich.

## Ehrungen
- 1977: Bundesverdienstkreuz 1. Klasse
- Die Georg-Gries-Straße in Bremen-Hemelingen, eine Nebenstraße an der Ludwig-Roselius-Allee, wurde nach ihm benannt.